# شین تائه-یونگ
شین تائه-یونگ (انگلیسی: Shin Tae-yong؛ زادهٔ ۱۱ آوریل ۱۹۶۹) بازیکن سابق و مربی فوتبال اهل کره جنوبی است.
از باشگاه‌هایی که در آن بازی کرده‌است می‌توان به باشگاه فوتبال بریزبن رور و باشگاه فوتبال سئونگنام اشاره کرد.